# Utcalányok (film, 2005)
Az Utcalányok (eredeti cím: Princesas) 2005-ben bemutatott spanyol filmdráma, melyet Fernando León de Aranoa írt és rendezett. A főbb szerepekben Candela Peña és Micaela Nevárez látható.
A 2005. szeptember 2-án bemutatott film pozitív kritikákat kapott. A 20. Goya-gálán kilenc kategóriában jelölték díjakra, ebből a legjobb női főszereplő (Peña), legjobb új színésznő (Nevárez) és a legjobb eredeti dal (Manu Chao: Me llaman calle ) díjakat vehette át.

## Cselekmény
A Madridban játszódó film két prostituált barátságáról szól. Caye spanyol örömlány, aki ellenségesen fogadja a hazájába érkező illegális dominikai bevándorlókat. Később azonban összebarátkozik egy Zulema nevű dominikai prostituálttal.

## Szereplők
- Candela Peña – Caye
- Micaela Nevárez – Zulema
- Mariana Cordero – Pilar
- Llum Barrera – Gloria
- Violeta Pérez – Caren
- Mónica Van Campen – Ángela
- Flora Álvarez – Rosa
- María Ballesteros – Blanca
- Alejandra Lorente – Mamen
- Luis Callejo – Manuel

## Fogadtatás

### Kritikai visszhang
A Rotten Tomatoes 31 kritika összegzése alapján 74%-ra értékelte. A szöveges összefoglaló szerint „az Utcalányok című filmből ugyan hiányzik a téma egyedi megközelítése, ám ezt bőségesen ellensúlyozza azzal az érzékeny és empatikus ábrázolásmóddal, amellyel a világ legősibb mesterségét űző nőket mutatja be.”

### Fontosabb díjak és jelölések
| Év   | Díj      | Kategória                    | Jelölt                                   | Eredmény | Ref.  |
| ---- | -------- | ---------------------------- | ---------------------------------------- | -------- | ----- |
| 2006 | Goya-díj | legjobb film                 | legjobb film                             | Jelölve  | [ 2 ] |
| 2006 | Goya-díj | legjobb eredeti forgatókönyv | Fernando León de Aranoa                  | Jelölve  | [ 2 ] |
| 2006 | Goya-díj | legjobb női főszereplő       | Candela Peña                             | Elnyerte | [ 2 ] |
| 2006 | Goya-díj | legjobb új színésznő         | Micaela Nevárez                          | Elnyerte | [ 2 ] |
| 2006 | Goya-díj | legjobb új színész           | Luis Callejo                             | Jelölve  | [ 2 ] |
| 2006 | Goya-díj | legjobb jelmeztervezés       | Sabine Daigeler                          | Jelölve  | [ 2 ] |
| 2006 | Goya-díj | legjobb hang                 | Miguel Rejas, Alfonso Raposo, Polo Aledo | Jelölve  | [ 2 ] |
| 2006 | Goya-díj | legjobb eredeti dal          | Manu Chao: Me llaman calle               | Elnyerte | [ 2 ] |
| 2006 | Goya-díj | legjobb smink és frizura     | Carlos Hernández, Manolo García          | Jelölve  | [ 2 ] |

## Fordítás
- Ez a szócikk részben vagy egészben  a   Princesas című angol Wikipédia-szócikk ezen változatának fordításán alapul.  Az eredeti cikk szerkesztőit annak laptörténete sorolja fel. Ez a jelzés csupán a megfogalmazás eredetét és a szerzői jogokat jelzi, nem szolgál a cikkben szereplő információk forrásmegjelöléseként.